# Firth River
Firth River är ett vattendrag i Kanada.   Det ligger i territoriet Yukon, i den nordvästra delen av landet, 4 400 km nordväst om huvudstaden Ottawa.
Trakten runt Firth River består i huvudsak av gräsmarker. Trakten runt Firth River är nära nog obefolkad, med mindre än två invånare per kvadratkilometer.